# Carl Ulrich Ernst Paul Anders
Carl Ulrich Ernst Paul Anders (Günz, 31 de agosto de 1893 — 28 de janeiro de 1972) foi um oficial alemão que serviu na  durante a Segunda Guerra Mundial. Foi condecorado com a Cruz de Cavaleiro da Cruz de Ferro.